# Libelle des Jahres
Die Libelle des Jahres wird seit dem Jahr 2011 vom Bund für Umwelt und Naturschutz Deutschland (BUND) gemeinsam mit der Gesellschaft deutschsprachiger Odonatologen (GdO) gekürt. Ebenso wie bei vergleichbaren Aktionen zur „Natur des Jahres“ soll mit der stellvertretenden Hervorhebung einer bestimmten Art dieser Tiergruppe auf Umweltthemen und ökologische Zusammenhänge aufmerksam gemacht werden.
Die Wahl der ersten Libelle des Jahres, der Feuerlibelle, wird beispielsweise damit begründet, dass die Art als Indikator für Klimaveränderungen gelten kann. Die wärmeliebende mediterrane Spezies hat sich seit den 1990er-Jahren immer weiter nach Norden ausgebreitet und kommt inzwischen auch in Norddeutschland vor. Gleichzeitig wird darauf hingewiesen, dass Arten mit anderen ökologischen Ansprüchen durch die Klimaveränderungen Bestands- und Arealverluste erleiden.

## Bisherige Libellen des Jahres
| Jahr | deutscher Name                                | wissenschaftlicher Name | Abbildung                    |
| ---- | --------------------------------------------- | ----------------------- | ---------------------------- |
| 2011 | Feuerlibelle                                  | Crocothemis erythraea   | 2011 Feuerlibelle            |
| 2012 | Blaugrüne Mosaikjungfer                       | Aeshna cyanea           | 2012 Blaugrüne Mosaikjungfer |
| 2013 | Speer-Azurjungfer                             | Coenagrion hastulatum   | 2013 Speer-Azurjungfer       |
| 2014 | Kleine Moosjungfer                            | Leucorrhinia dubia      | 2014 Kleine Moosjungfer      |
| 2015 | Gefleckte Heidelibelle                        | Sympetrum flaveolum     | 2015 Gefleckte Heidelibelle  |
| 2016 | Gemeine Binsenjungfer                         | Lestes sponsa           | 2016 Gemeine Binsenjungfer   |
| 2017 | Gemeine Keiljungfer                           | Gomphus vulgatissimus   | 2017 Gemeine Keiljungfer     |
| 2018 | Zwerglibelle                                  | Nehalennia speciosa     | 2018 Zwerglibelle            |
| 2019 | Schwarze Heidelibelle                         | Sympetrum danae         | 2019 Schwarze Heidelibelle   |
| 2020 | Speer-Azurjungfer (zum zweiten Mal nach 2013) | Coenagrion hastulatum   | 2020 Speer-Azurjungfer       |
| 2021 | Wanderlibelle                                 | Pantala flavescens      | 2021 Wanderlibelle           |
| 2022 | Kleine Pechlibelle                            | Ischnura pumilio        | 2022 Kleine Pechlibelle      |
| 2023 | Alpen-Smaragdlibelle                          | Somatochlora alpestris  | 2023 Alpen-Smaragdlibelle    |
| 2024 | Mond-Azurjungfer                              | Coenagrion lunulatum    | 2024 Mond-Azurjungfer        |
| 2025 | Gebänderte Heidelibelle                       | Sympetrum pedemontanum  | 2025 Gebänderte Heidelibelle |

Darüber hinaus waren der Plattbauch (Libellula depressa) bereits im Jahr 2001 das „Insekt des Jahres“ in Deutschland sowie die Gebänderte Prachtlibelle (Calopteryx splendens) 2007 „Naturparktier des Jahres“ und 2008 das Schweizer „Tier des Jahres“.